# Паризький басейн

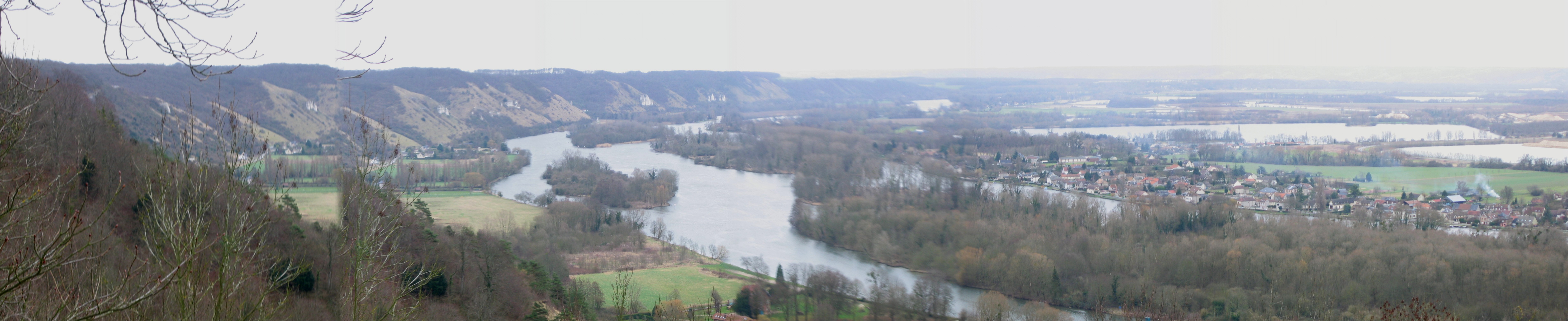
Панорама Паризького басейну

Паризький басейн(фр. Bassin de Paris), Північно-Французька низовина — рівнина покрита пагорбами в північній частині Франції, займає велику частину країни. Висота приблизно 100—150 м. В центрі Паризького басейну розташований Париж, звідси рівнина поступово підноситься до Арденн, Вогезів, Центрального масиву і Армориканської височини. 
Геологічно є осадовим басейном утворений герцинським орогенезом,  заповнений послідовними морськими відкладеннями від тріасу до пліоцену.
Центральна частина рівнини знаходиться на висоті близько 100 м, найвищі пасма здіймаються до 500 м (головним чином на сході і південному сході — в Лотарингії і Шампані). На периферії рівнини розташовані серії дугоподібно витягнутих куестових пасом з крутими зовнішніми і пологими внутрішніми схилами.
Паризький басейн дренується густою мережею річок , що відносяться в основному до сточища Сени. Річки повноводні, долини їх зазвичай сильно звужуються при прориві куестових пасом. На куестових пасмах збереглися невеликі, але численні гаї з дуба, липи, бука, сосни.
На рівнині помірний морський клімат, середня температура липня — 18°, січня — 3 °C, за рік випадає 500—700 мм опадів.
Паризький басейн — основний індустріальний і сільськогосподарський район Франції. На його території виявлені два нафтогазових родовища: Chaunoy Field та Villeperdue Field, відкритих у 1982. Поклади нафти Villeperdue Field містяться в середньоюрських оолітових пісковиках, на глибині 1800 м.

## Ресурси Інтернету
- Observatoire Rémois du Bassin Parisien (ORBP), sur le site orbp.fr
- Dossier sur les roches et fossiles du Lutétien, sur le site du MNHN
- Le Cénozoïque manquant, sur le site univ-lehavre.fr
- III. UN BASSIN PARISIEN « SOUS LA COUPE » SUR PARIS, sur le site senat.fr
- Frédéric Gilli, Le Bassin parisien, une région métropolitaine, Cybergéo, Revue européenne de géographie
- Le Bassin parisien, un espace métropolitain ?, sur le site iaurif.org
- La nappe de Beauce, dossier du BRGM et de l'INRP

| Франція | Це незавершена стаття з географії Франції. Ви можете допомогти проєкту, виправивши або дописавши її. |